# خوان کارلوس اولنیک
خوان کارلوس اولنیک (اسپانیایی: Juan Carlos Oleniak‎؛ زادهٔ ۴ مارس ۱۹۴۲) بازیکن فوتبال اهل آرژانتین است.

## باشگاهی
از باشگاه‌هایی که در آن بازی کرده‌است می‌توان به باشگاه فوتبال اونیورسیداد شیلی، باشگاه فوتبال راسینگ کلوب آویاندا، و باشگاه فوتبال آرژانتینوس جونیورز اشاره کرد.

## تیم ملی
وی همچنین در تیم ملی فوتبال آرژانتین بازی کرده‌است.